# 김용백
김용백은 대한민국의 성우이다. 1977년 KBS에 입사했으며, 현재는 KBS 15기이다. 한국방송 성우극회 소속.

## 주요 출연작품

### 라디오
- 통일열차 (KBS 1FM)
- 뉴스 매거진 (KBS 1FM)
- 박인희의 여성 스튜디오 (KBS 1FM)
- 일요일 저녁입니다 (KBS 1FM)
- 오후의 교차로 (KBS 1FM)
- 젊음이 있는 곳 (국군방송)

### TV
- 역사추리 (KBS1)

### 외화
- 말괄량이 삐삐 (KBS)